# 魏時亮
魏時亮（1529年—1591年），字舜卿，又字工甫，號敬吾，江西承宣布政使司南昌府南昌縣人，明朝政治人物，嘉靖己未进士。萬曆間累官南京刑部尚書。

## 生平
嘉靖三十四年（1555年）乙卯科江西鄉試第五十八名舉人。嘉靖三十八年（1559年）己未科會試第二百二十九名，廷試三甲第一百八名进士。授中书舍人，升任吏科給事中，嘉靖四十二年，任工部右给事中。嘉靖四十五年，任兵科给事中。
隆庆元年（1567年）正月初七，明穆宗下诏免朝见，过了三天又传旨免予朝见。魏时亮认为穆宗新登基，不應懈怠，于是上奏劝谏。不久，朝廷派遣魏时亮以左给事中的身份给检讨许国充当副职，出使朝鲜。先前，王侯面朝北方听从诏令，使者面向西方宣诏。魏时亮对此进行争辩，要求使者面向南宣布诏令。回到朝廷，晋升为户科都给事中，趁机向穆宗奏陈辽东情况。此后，他奏请穆宗谨慎起居，罢除游玩宴乐，每天亲临便殿审理奏章、招集大臣进行裁决。兴都有八千三百顷庄田，宦官强夺民田，又增加了八百顷，建立了三十六个庄园。穆宗依照抚按大吏所奏疏，吩咐有司征收租税，将兼并田归还给百姓。宦官张尧为此请求穆宗，穆宗又同意让他们如此。魏时亮极力劝谏，穆宗不聽。
穆宗每次来到朝殿，默然拱手，不讲一句话。等到石州陷落，有人上奏请穆宗追究大臣的罪责。过了两日朝讲结束，穆宗果然责问石州被攻陷情况。宦官王本在旁边怂恿指责诸位大臣欺瞒、蒙蔽皇上。皇上不悦，目光盯视王本，而王本仍滔滔不絕。穆宗不悅。魏时亮弹劾王本無人臣礼，属于大不敬，并数说了他的其他几件不法之事，但奏疏未被采纳，但舆论仍然支持他。十月初，穆宗下诏停止日讲；魏时亮率领同僚上奏，称天气还未寒冻，不应停止。不久，他奏请将薛瑄、陈献章、王守仁在文庙祭祀；又称正值春天万物复兴，应该敕令有司释放轻罪犯人，停止诉讼，穆宗均下诏同意。
隆庆三年（1569年），魏時亮升任太仆寺少卿。起初，徐阶、高拱互相攻击，魏时亮与朝廷大臣攻訐高拱，使其去職。不久，高拱再次入阁，考核言官，排斥异己；魏时亮和陈瓒、张檟当时已经担任京卿，仍然遭到贬职。
万历十二年，因丘橓、余懋学等人举荐，魏時亮出任南京大理寺丞。万历十三年，担任左通政。次年，担任太僕寺卿、光祿寺卿、都察院左僉都御史，協理院事。升任右副都御史，负责京营戍卫，他陈述了安良攘奸等十四事。不久请求根据水利、义气、生养、赋役、清狱、清除盗贼、善导民俗等七件事考察郡守、县令。还请求皇长子离开皇宫，接受教育。
万历十六年（1588年），担任工部左侍郎。历刑部左、右侍郎，万历十八年（1590年），任南京刑部尚书。一年後卒于任，享年六十三。天启年间，追諡莊靖，赠太子少保。

## 著作
著有《大儒學粹》、《敬吾奏議》、《志伊學顔宗會禮訓》等。

## 家族
曾祖魏绳武；祖魏尚昭，壽官；父魏天相，省祭官。母凃氏。永感下。

## 延伸阅读
[在维基数据编辑]
 《明史卷二百二十一》，出自《明史》